# Hamzići (Republika Serbska)
Hamzići (cyr. Хамзићи) – wieś w Bośni i Hercegowinie, w Republice Serbskiej, w gminie Višegrad. W 2013 roku liczyła 9 mieszkańców.